# 24e cérémonie des Oscars

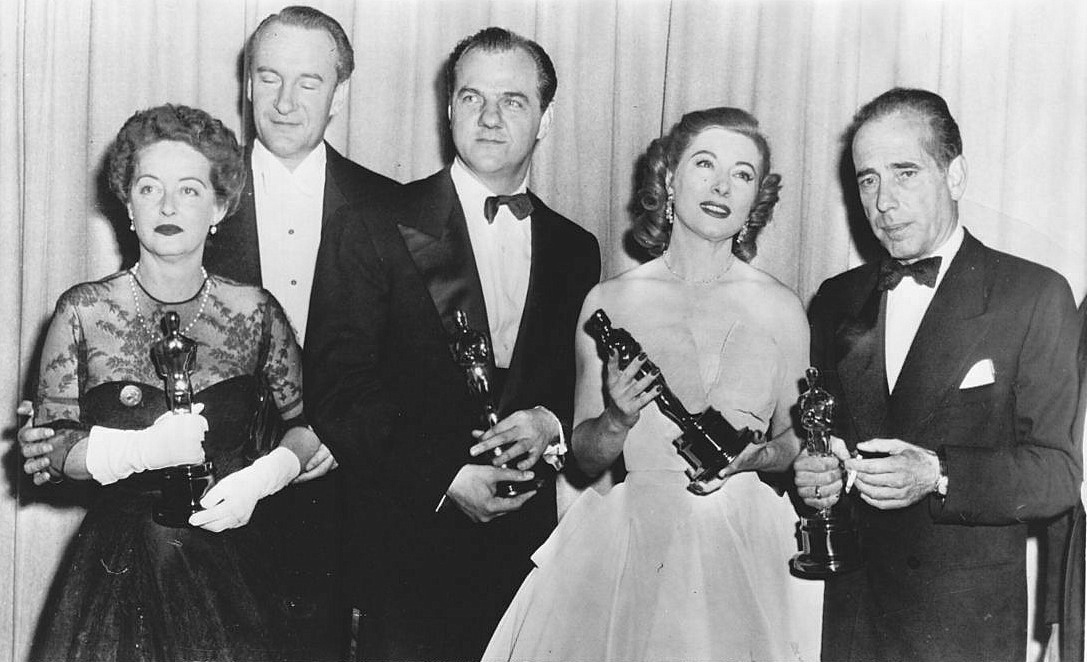
Bette Davis, George Sanders (présentateur), Karl Malden, Greer Garson (présentatrice) et Humphrey Bogart lors de la cérémonie des Oscars en mars 1952.

La 24e cérémonie des Oscars du cinéma s'est déroulée le 20 mars 1952 au Pantages Theatre à Hollywood en Californie

## Palmarès
Les gagnants sont indiqués ci-dessous en premier de chaque catégorie et en caractères gras

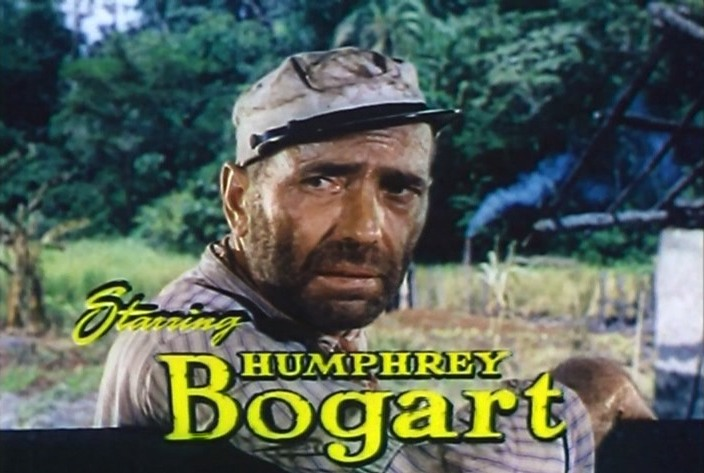
Humphrey Bogart dans L'Odyssée de l'African Queen

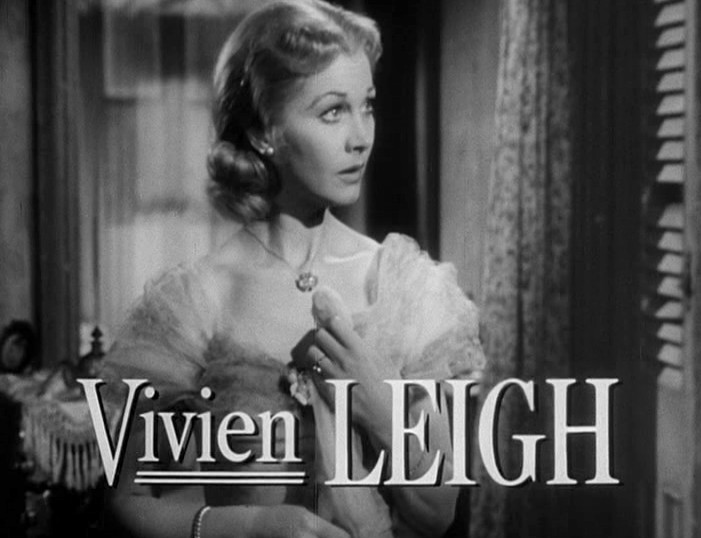
Vivien Leigh dans Un tramway nommé Désir

### Meilleur film
La catégorie récompense les producteurs.
- Un Américain à Paris (An American in Paris) - Arthur Freed pour Metro-Goldwyn-Mayer
  - Le Traître (Decision Before Dawn) - Anatole Litvak et Frank McCarthy pour 20th Century Fox
  - Une place au soleil (A Place in the Sun) - George Stevens pour Paramount Pictures
  - Quo Vadis - Sam Zimbalist pour Metro-Goldwyn-Mayer
  - Un tramway nommé Désir (A Steetcar Named Desire) - Charles K. Feldman pour Warner Bros.

### Meilleur réalisateur
- George Stevens pour Une place au soleil (A Place in the Sun)
  - John Huston pour L'Odyssée de l'African Queen (The African Queen)
  - Vincente Minnelli pour Un Américain à Paris (An American in Paris)
  - William Wyler pour Histoire de détective (Detective Story)
  - Elia Kazan pour Un tramway nommé Désir (A Steetcar Named Desire)

### Meilleur acteur
- Humphrey Bogart pour le rôle de Charlie Allnutt dans L'Odyssée de l'African Queen (The African Queen)
  - Marlon Brando pour le rôle de Stanley Kowalski dans Un tramway nommé Désir (A Steetcar Named Desire)
  - Montgomery Clift pour le rôle de George Eastman dans Une place au soleil (A Place in the Sun)
  - Arthur Kennedy pour le rôle de Larry Nevins dans La Nouvelle Aurore (Bright Victory)
  - Fredric March pour le rôle de Willy Loman dans Mort d'un commis voyageur (Death of a Salesman)

### Meilleure actrice
- Vivien Leigh pour le rôle de Blanche DuBois dans Un tramway nommé Désir (A Steetcar Named Desire)
  - Katharine Hepburn pour le rôle de Rose Sayer dans L'Odyssée de l'African Queen (The African Queen)
  - Eleanor Parker pour le rôle de Mary McLeod dans Histoire de détective (Detective Story)
  - Shelley Winters pour le rôle d'Alice Tripp dans Une place au soleil (A Place in the Sun)
  - Jane Wyman pour le rôle de Louise Mason dans La Femme au voile bleu (The Blue Veil)

### Meilleur acteur dans un second rôle
- Karl Malden pour le rôle de Harold Mitchell dans Un tramway nommé Désir (A Steetcar Named Desire)
  - Leo Genn pour le rôle de Pétrone dans Quo Vadis
  - Kevin McCarthy pour le rôle de Biff Loman dans Mort d'un commis voyageur (Death of a Salesman)
  - Peter Ustinov pour le rôle de Néron dans Quo Vadis
  - Gig Young pour le rôle de Boyd Copeland dans Feu sur le gang (Come Fill the Cup)

### Meilleure actrice dans un second rôle
- Kim Hunter pour le rôle de Stella Kowalski dans Un tramway nommé Désir (A Steetcar Named Desire)
  - Joan Blondell pour le rôle d'Annie Rawlins dans La Femme au voile bleu (The Blue Veil)
  - Mildred Dunnock pour le rôle de Linda Loman dans Mort d'un commis voyageur (Death of a Salesman)
  - Lee Grant pour le rôle de la voleuse à l'étalage dans Histoire de détective (Detective Story)
  - Thelma Ritter pour le rôle d'Ellen McNulty dans La Mère du marié (The Mating Season)

### Meilleur scénario original
- Un Américain à Paris (An American in Paris) - Alan Jay Lerner
  - Le Gouffre aux chimères (The Big Carnival) - Billy Wilder, Lesser Samuels et Walter Newman
  - David et Bethsabée (David and Bathsheba) - Philip Dunne
  - Tout ou Rien (Go for Broke!) - Robert Pirosh
  - Le Puits (The Well) - Clarence Greene et Russell Rouse

### Meilleur scénario adapté
- Une place au soleil (A Place in the Sun) - Michael Wilson et Harry Brown
  - L'Odyssée de l'African Queen (The African Queen) - James Agee et John Huston
  - Histoire de détective (Detective Story) - Philip Yordan et Robert Wyler
  - La Ronde - Max Ophüls et Jacques Natanson
  - Un tramway nommé Désir (A Steetcar Named Desire) - Tennessee Williams

### Meilleure histoire originale
- Ultimatum (Seven Days to Noon) - Paul Dehn et James Bernard
  - La Dame et le Toréador (Bullfighter and the Lady) - Budd Boetticher et Ray Nazarro
  - Les Hommes-grenouilles (The Frogmen) - Oscar Millard
  - Si l'on mariait papa (Here Comes the Groom) - Robert Riskin et Liam O'Brien
  - Teresa - Alfred Hayes et Stewart Stern

### Meilleure direction artistique

#### Noir et blanc
- Un tramway nommé Désir (A Steetcar Named Desire) - Direction artistique : Richard Day; Décorateur : George James Hopkins
  - 14 Heures (Fourteen Hours) - Direction artistique : Lyle Wheeler et Leland Fuller; Décorateur : Thomas Little et Fred J. Rode
  - La Maison sur la colline (The House on Telegraph Hill) - Direction artistique : Lyle Wheeler et John DeCuir; Décorateur : Thomas Little et Paul S. Fox
  - La Ronde - Direction artistique et Décorateur : Jean d'Eaubonne
  - Too Young to Kiss - Direction artistique : Cedric Gibbons et Paul Groesse; Décorateur : Edwin B. Willis et Jack D. Moore

#### Couleur
- Un Américain à Paris (An American in Paris) - Direction artistique : Cedric Gibbons et E. Preston Ames; Décorateur : Edwin B. Willis et F. Keogh Gleason
  - David et Bethsabée (David and Bathsheba) - Direction artistique : Lyle Wheeler et George Davis; Décorateur : Thomas Little et Paul S. Fox
  - Sur la Riviera (On the Riviera) - Direction artistique : Lyle Wheeler et Leland Fuller; Mise en musique : Joseph C. Wright; Décorateur : Thomas Little et Walter M. Scott
  - Quo Vadis - Direction artistique : William A. Horning, Cedric Gibbons et Edward C. Carfagno; Décorateur : Hugh Hunt
  - Les Contes d'Hoffmann (The Tales of Hoffmann) : Direction artistique et Décorateur : Hein Heckroth

### Meilleurs costumes

#### Noir et blanc
- Une place au soleil (A Place in the Sun) - Edith Head
  - Kind Lady - Walter Plunkett et Gile Steele
  - Agence Cupidon (The Model and the Marriage Broker) - Charles Le Maire et Renié
  - Moineau de la Tamise (The Mudlark) - Edward Stevenson et Margaret Furse
  - Un tramway nommé Désir (A Steetcar Named Desire) - Lucinda Ballard

#### Couleur
- Un Américain à Paris (An American in Paris) - Orry-Kelly, Walter Plunkett et Irene Sharaff
  - David et Bethsabée (David and Bathsheba) - Charles Le Maire et Edward Stevenson
  - Le Grand Caruso (The Great Caruso) - Helen Rose et Gile Steele
  - Quo Vadis - Herschel McCoy
  - Les Contes d'Hoffmann (The Tales of Hoffmann) - Hein Heckroth

### Meilleure photographie

#### Noir et blanc
- Une place au soleil (A Place in the Sun) - William C. Mellor
  - Mort d'un commis voyageur (Death of a Salesman) - Franz Planer
  - Les Hommes-grenouilles (The Frogmen) - Norbert Brodine
  - L'Inconnu du Nord-Express (Strangers on a Train) - Robert Burks
  - Un tramway nommé Désir (A Steetcar Named Desire) - Harry Stradling Sr.

#### Couleur
- Un Américain à Paris (An American in Paris) - Alfred Gilks et John Alton
  - David et Bethsabée (David and Bathsheba) - Leon Shamroy
  - Quo Vadis - Robert Surtees et William V. Skall
  - Show Boat - Charles Rosher
  - Le Choc des mondes (When Worlds Collide) - John F. Seitz et W. Howard Greene

### Meilleur montage
- Une place au soleil (A Place in the Sun) - William Hornbeck
  - Un Américain à Paris (An American in Paris) - Adrienne Fazan
  - Le Traître (Decision Before Dawn) - Dorothy Spencer
  - Quo Vadis - Ralph E. Winters
  - Le Puits (The Well) - Chester Schaeffer

### Meilleur mixage de son
- Le Grand Caruso (The Great Caruso) - Metro-Goldwyn-Mayer Studio Sound Department, Douglas Shearer, directeur de son
  - La Nouvelle Aurore (Bright Victory) - Universal-International Studio Sound Department, Leslie I. Carey, directeur de son
  - Face à l'orage (I Want You) - Samuel Goldwyn Studio Sound Department, Gordon E. Sawyer, directeur de son
  - Un tramway nommé Désir (A Steetcar Named Desire) - Warner Bros. Studio Sound Department, Nathan Levinson, directeur de son
  - Les Coulisses de Broadway (Two Tickets to Broadway) - RKO Radio Studio Sound Department, John O. Aalberg, directeur de son

### Meilleurs effets visuels
- Le Choc des mondes (When Worlds Collide) - Paramount Pictures

### Meilleure chanson originale
- In the Cool, Cool, Cool of the Evening dans Si l'on mariait papa (Here Comes the Groom) - Musique de Hoagy Carmichael ; paroles de Johnny Mercer
  - A Kiss to Build a Dream On dans The Strip - Musique et paroles de Bert Kalmar, Harry Ruby et Oscar Hammerstein II
  - Never dans Une fille en or (Golden Girl) - Musique de Lionel Newman ; paroles de Eliot Daniel
  - Too Late Now dans Mariage royal (Royal Wedding) - Musique de Burton Lane ; paroles de Alan Jay Lerner
  - Wonder Why dans Riche, jeune et jolie (Rich, Young and Pretty) - Musique de Nicholas Brodszky ; paroles de Sammy Cahn

### Meilleure partition pour un film dramatique ou une comédie
- Une place au soleil (A Place in the Sun) - Franz Waxman
  - David et Bethsabée (David and Bathsheba) - Alfred Newman
  - Mort d'un commis voyageur (Death of a Salesman) - Alex North
  - Quo Vadis - Miklós Rózsa
  - Un tramway nommé Désir (A Steetcar Named Desire) - Alex North

### Meilleure adaptation pour un film musical
- Un Américain à Paris (An American in Paris) - Johnny Greene et Saul Chaplin
  - Alice au pays des merveilles (Alice in Wonderland) - Oliver Wallace
  - Le Grand Caruso (The Great Caruso) - Peter Herman Adler et Johnny Green
  - Sur la Riviera (On the Riviera) - Alfred Newman
  - Show Boat - Adolph Deutsch et Conrad Salinger

### Meilleur film documentaire

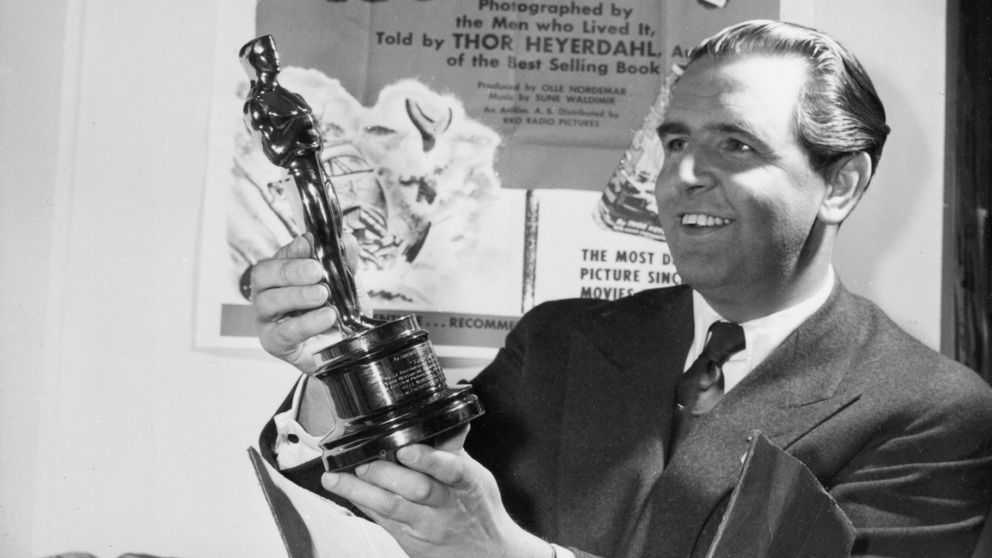
Le producteur Olle Nordemar recevant son Oscar.

- L'Expédition du Kon-Tiki (Kon-Tiki) - Olle Nordemar, producteur
  - I Was a Communist for the FBI - Bryan Foy, producteur

### Meilleur court métrage en prises de vues réelles

#### En une bobine
- World of Kids - Robert Youngson, producteur
  - Ridin' the Rails - Jack Eaton, producteur
  - The Story of Time - Robert G. Leffingwell, producteur

#### En deux bobines
- La Terre, cette inconnue (Nature's Half Acre) - Walt Disney, producteur
  - Balzac - Les Films du Compass
  - Danger Under the Sea - Tom Mead, producteur

### Meilleur court métrage documentaire
- Benjy - Fred Zinnemann avec la coopération de Paramount Pictures Corporation pour le Los Angeles Orthopaedic Hospital
  - One Who Come Back - Owen Crump, producteur
  - The Seeing Eye - Gordon Hollingshead, producteur

### Meilleur court métrage d'animation
- The Two Mousketeers - Fred Quimby, producteur
  - Lambert le lion peureux (Lambert the Sheepish Lion) - Walt Disney, producteur
  - Rooty Toot Toot - Stephen Bosustow, producteur

### Oscars spéciaux

#### Oscar d'honneur
- Gene Kelly, en reconnaissance de son éclectisme en tant qu'acteur, chanteur, réalisateur et danseur, et particulièrement pour ses contributions à l'art de la chorégraphie dans les films

#### Meilleur film en langue étrangère
- Rashomon (羅生門) de Akira Kurosawa •  Japon

## Statistiques

### Nominations multiples
12 : Un tramway nommé Désir
9 : Une place au soleil
8 : Un Américain à Paris, Quo Vadis
5 : Mort d'un commis voyageur, David et Bethsabée
4 : L'Odyssée de l'African Queen, Histoire de détective
3 : Le Grand Caruso
2 : Sur la Riviera, Le Choc des mondes, Le Traître, Si l'on mariait papa, La Ronde, La Nouvelle Aurore, La Femme au voile bleu, Show Boat, Les Contes d'Hoffmann, Le Puits, Les Hommes-grenouilles

### Récompenses multiples
6 / 9 : Une place au soleil
6 / 8 : Un Américain à Paris
4 / 12 : Un tramway nommé Désir

### Les grands perdants
0 / 8 : Quo Vadis
0 / 5 : Mort d'un commis voyageur, David et Bethsabée